# Journée nationale pour la liberté d'Internet
La Journée nationale pour la liberté d'Internet, instaurée en 2012 et célébrée chaque 13 mars en Tunisie, est une journée ayant pour vocation de rendre hommage aux cyberdissidents qui ont milité pour la liberté de l'Internet sous la dictature de Zine el-Abidine Ben Ali, en particulier à Zouhair Yahyaoui dont la date de décès coïncide avec cette journée.
Avant la révolution de 2011, de nombreux sites web ont fait l'objet de censure en Tunisie et plusieurs internautes ont été victimes de persécutions, allant jusqu'à l'emprisonnement. 